# La Condamine-Châtelard
La Condamine-Châtelard är en kommun i departementet Alpes-de-Haute-Provence i regionen Provence-Alpes-Côte d'Azur i sydöstra Frankrike. Kommunen ligger  i kantonen Barcelonnette som ligger i arrondissementet Barcelonnette. År 2022 hade La Condamine-Châtelard 156 invånare.

## Befolkningsutveckling
Antalet invånare i kommunen La Condamine-Châtelard
Referens: INSEE